# Federico Wilde
Federico Wilde (1909 - data de morte desconhecida) foi um futebolista argentino que competiu na Copa do Mundo FIFA de 1938, realizada na Itália.